# Marthy Veenhuizen
Martha Wilhelmina (Marthy) Veenhuizen (Groningen, 21 november 1884 - overleden na 1947) was een Nederlands sopraan.
Ze was dochter van Martha Eekhoff en journalist, redacteur Willem Johannes Veenhuizen. Voor zover bekend bleef Marthy Veenhuizen ongehuwd.
Ze kreeg haar opleiding aan het Conservatorium in Keulen, alwaar zij haar einddiploma haalde. Haar middelbare schoolopleiding kreeg ze aan de Meisjes-HBS in Groningen.
Vervolgens trok Veenhuizen het land in, voornamelijk Noord-Nederland. Ook gaf ze jaren muziekles aan genoemde HBS aan de Hofstraat in Groningen en vanuit haar woning aan de Heerestraat 12 en Oostersingel 174. In 1924 werd zij nog aangekondigd als mejuffrouw Marthy Veenhuizen, na een concert onder Jac. Kalma en het Groninger Symphonie-Ensemble.
Ze trad in die jaren ook op met de Groninger Opera Vereeniging/Groninger Opera en Operette Vereeniging. Ze leidde tevens het koor van de Nederlandse Vereniging van Huisvrouwen in Groningen.
Alhoewel redelijk onbekend gebleven kwam haar naam tot de jaren 1940 regelmatig voor als “lerares van” met name zangeressen uit de noordelijke provincies. Ook in 1994 kwam haar naam ter sprake bij een interview met de zangeres Annette Essers.
In 1947 werd haar naam genoemd bij de herdenking van 75-jaar Meisjes HBS, daarna ontbreekt elk spoor van de zangeres.